# ات واؤت
ات واؤت (به هلندی: 't Woudt) یک روستا در هلند است که در میدن-دلف‌لاند واقع شده‌است. ات واؤت ۳۶ نفر جمعیت دارد.